# 沈其韩
沈其韩（1922年4月27日—2022年11月27日），中国地质学家。

## 生平
1922年出生于江苏淮阴。籍贯江苏海门。1946年毕业于重庆大学地质系。1991年当选为中国科学院学部委员(院士)。国土资源部中国地质科学院地质研究所研究员。曾任地质矿产部地质研究所所长。
2022年11月27日于北京逝世。